# American Beauty
American Beauty (titulada Belleza americana en Hispanoamérica) es una película dramática de 1999 dirigida por Sam Mendes, escrita por Alan Ball y protagonizada por Kevin Spacey, Annette Bening, Thora Birch, Wes Bentley, Mena Suvari y Chris Cooper. La trama relata la vida de los Burnham, una familia disfuncional compuesta por Lester, su esposa Carolyn y su hija adolescente Jane, quienes se relacionan con otros personajes, incluidos sus vecinos, la familia Fitts. La película es descrita por los críticos como una sátira que abarca la satisfacción personal, el amor paternal, la sexualidad, la belleza, el materialismo, la autoliberación y la redención. Además, abarca temas como la importancia dada por las sociedades occidentales modernas a la apariencia y el éxito económico, y cómo estos menoscaban las relaciones interpersonales, deformándolas y generando en ocasiones una necesidad de escapar. Es en ese sentido en que se presenta la relación del protagonista con la amiga de Jane.
En un principio, Ball comenzó a escribir el guion con la intención de convertirlo en una obra teatral, en parte inspirada en el circo mediático que inició en torno al juicio contra Amy Fisher en 1992. Luego de darse cuenta de que la historia no funcionaría en el escenario, decidió adaptar el guion con base en una película. Tras varios años como escritor de televisión intentó entrar a la industria cinematográfica con American Beauty. Finalmente, el guion fue modificado y adaptado, esta vez con un toque cínico, más que nada influenciado por la experiencia del escritor en comedias de situación. Finalmente los productores Dan Jinks y Bruce Cohen lograron que el estudio DreamWorks comprara el guion por 250 000 USD, cifra que superó la oferta de otras productoras. DreamWorks financió la producción con 15 millones USD y ejerció como su distribuidor estadounidense. La película marcó el debut cinematográfico del cineasta Sam Mendes, que hasta entonces solo había dirigido telefilmes y musicales. Spacey fue la primera opción de Mendes para encarnar a Lester, a pesar de las insistencias de DreamWorks en contratar actores más conocidos; del mismo modo, el estudio sugirió varias actrices para hacer de Carolyn, hasta que el director ofreció el papel a Bening. El rodaje se llevó a cabo entre diciembre de 1998 y febrero de 1999. El set de rodaje estuvo ubicado en Burbank y en Los Ángeles. 
Se estrenó en Estados Unidos el 10 de marzo de 1999, y fue recibida positivamente por la crítica y el público; fue la película estadounidense con mejores críticas del año y recaudó más de 356 millones USD a nivel mundial. Principalmente se elogió los aspectos de la producción, con especial énfasis en el director, Spacey y Ball; la crítica destacó en la familiaridad de los personajes y la escenografía. La cinta ganó cinco premios Óscar, en las categorías mejor película, mejor director, mejor actor, mejor guion original y mejor fotografía.

## Argumento
La película comienza con una imagen de una cámara de vídeo, donde aparece una chica recostada en la cama. Ella se queja de su padre, dice que es aburrido y se avergüenza de él. Una voz en off de un joven, seguramente el que maneja la cámara, pregunta: «¿Quieres que lo mate?». Ella lo piensa un momento y dice con una sonrisa satisfecha: «Sí... ¿Lo harías?».
La película retoma con Lester Burnham, un ejecutivo de publicidad de Chicago y padre de familia. Lester comienza a hacer de narrador, pero el Lester que aparece en la pantalla no está hablando: «En menos de un año, estaré muerto. Por supuesto, todavía no lo sé. Y en cierta manera, ya estoy muerto». Pronto nos damos cuenta del por qué: su vida no es la mejor. Su esposa Carolyn, es una ambiciosa vendedora inmobiliaria a la que solo le importa el éxito profesional («Mi compañía vende una imagen y es parte de mi trabajo vivir esta imagen»); su hija Jane, (la chica de la cámara del principio de la película), es una chica apática que se queja de su padre por su falta de apoyo y está pensando en hacerse una cirugía de pechos, para levantárselos y dejar ambos a la misma altura. Lester comenta de ella: «Jane es una chica: enfadada, insegura y confusa. Me gustaría decirle que se le pasará, pero no quiero mentirle». Jane y Lester no se han hablado durante meses. Lester se autodescribe como un perdedor, aburrido, alguien fácil de olvidar («He perdido algo, pero nunca es tarde para recuperarlo»).

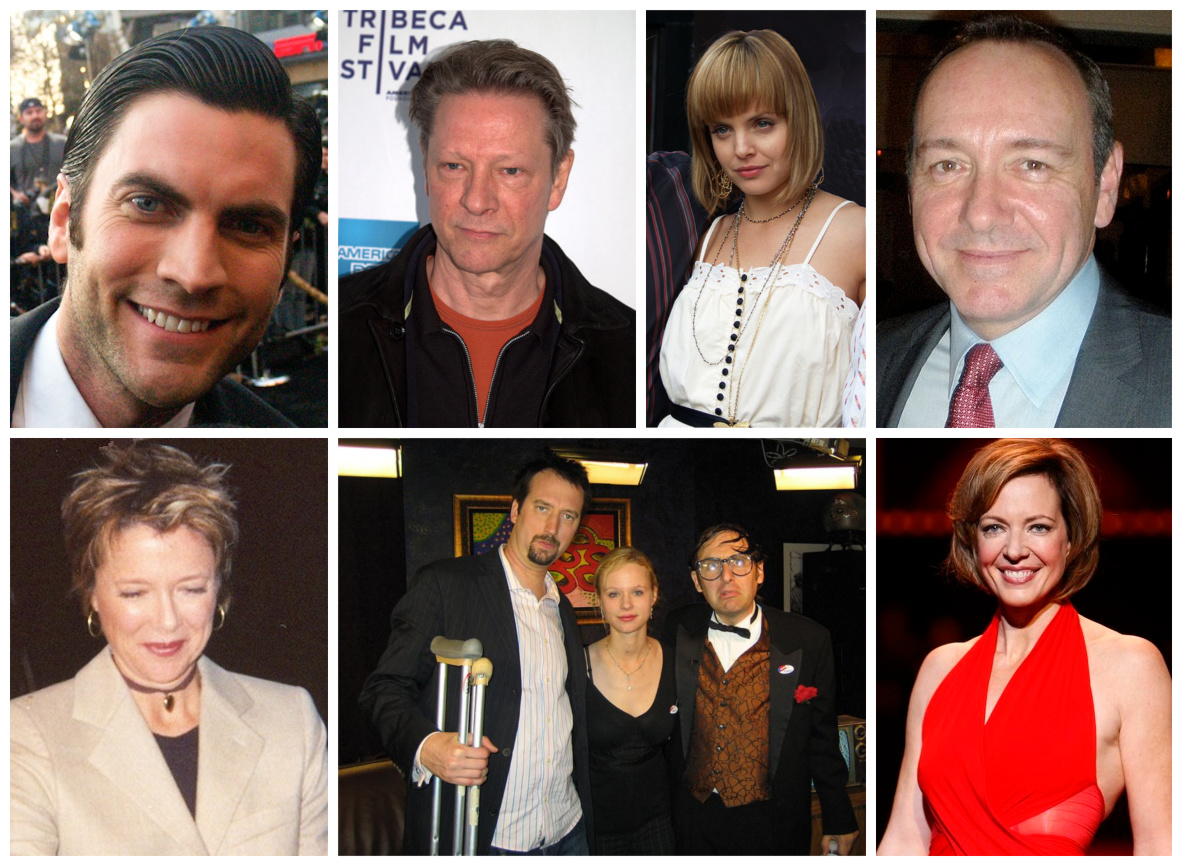
El reparto principal de la película. De izquierda a derecha: (Arriba) Wes Bentley, Chris Cooper, Mena Suvari y Kevin Spacey. (Abajo) Annette Bening, Thora Birch y Allison Janney.

Se puede ver un día típico en la vida de cada uno de los tres personajes. Lester inicia su día tomándose una ducha. Según dice, «Este va a ser el mejor momento del día. Todo irá cuesta abajo a partir de aquí». Más tarde se ve a Lester en su trabajo, donde su jefe, Brad Dupree, le pide que haga un informe describiendo su trabajo y sus tareas, detallando exactamente cuál es su contribución a la compañía. Dupree está tratando de identificar quiénes son los empleados de los cuales se puede prescindir para poder despedirlos y ahorrarle dinero a la compañía. Carolyn, por su parte, intenta vender una casa a varias parejas, pero solo encuentra rechazo tras rechazo. Lester encuentra la inspiración para transformarse a sí mismo al conocer a Angela Hayes, la mejor amiga y compañera de colegio de su hija Jane. Angela es una bella, confiada y supuestamente promiscua animadora que aspira a ser modelo, y que piensa que «no hay nada peor en la vida que ser común». Angela cautiva a Lester desde el momento en que él la ve en una actuación rutinaria de baile en el colegio y desarrolla una obsesión hacia ella, para vergüenza de Jane. Esa misma noche, Jane ve a un joven que la graba con su cámara de video a través de la ventana de su habitación. Jane, que no está acostumbrada a recibir atención de este tipo, se siente halagada. Después, cuando Jane invita a Angela a quedarse a dormir en su casa, Lester escucha a Angela decirle a Jane que encuentra atractivo a su padre y que «le haría totalmente el amor», si él comenzara a ejercitarse un poco. Habiendo escuchado esto, Lester inmediatamente parte hacia su garaje, donde encuentra pesas y comienza a levantarlas. Mientras tanto, una familia formada por el extremadamente homófobo y austero coronel Frank Fitts, miembro del Cuerpo de Marines de los Estados Unidos, un hombre sin emociones y posiblemente con depresión; su mujer Barbara; y su curioso e introspectivo hijo Ricky, se mudan a la casa de al lado de los Burnham. Jane empieza a notar que Ricky, sin que su padre sepa, gana dinero como traficante de marihuana.
Tiempo después, Carolyn empieza una relación extramatrimonial con un vendedor inmobiliario rival, y también, inducida por él, decide empezar a aliviar su estrés en un campo de tiro. Lester deja su trabajo, chantajeando a su jefe con su indemnización y empieza a trabajar en un nuevo restaurante de comida rápida y Ricky le enseña a Jane un video en el que una bolsa de plástico está «bailando» en el aire, lo que Rick consideró la cosa más bonita que jamás había grabado. Más tarde, durante una discusión acalorada en la cena, Lester finalmente hace valer su dominio sobre Carolyn en el hogar. En su último día de vida, Lester enfrenta calmado a su mujer sobre su relación extramatrimonial, causando el final de su matrimonio. Carolyn escucha una cinta de autoayuda que la convence de «negarse a ser una víctima». Conduce amargamente hacia su casa con su pistola, con la intención de enfrentarse a su marido, creyendo que ha arruinado su vida. Lester llama a Ricky a su casa para conseguir marihuana, aumentando las sospechas del coronel Fitts, que está convencido de que su hijo es homosexual y mantiene una relación con el propio Lester. Consecuentemente, lo obliga a irse de casa, tras golpearlo con violencia. Cuando Ricky y Jane planean escapar a Nueva York, Angela, que les está visitando, les acusa de ser «raros», a lo que Ricky le recrimina que ella es fea, que es ordinaria y lo sabe. Mientras Rick habla con su madre, diciéndole que no le queda más alternativa que marcharse, se despide de ella y le pide que cuide de su padre, Angela se echa a llorar en las escaleras y Lester acude a consolarla. Pero antes, mientras se encontraba haciendo ejercicios físicos, levanta el portón de su garaje a un quebrado emocionalmente coronel Fitts, que se presenta en su casa completamente mojado bajo la lluvia. El coronel lo abraza intensamente y luego pretende besarlo, revelando así su condición sexual y siendo rechazado por Lester. Una vez con ella, Lester y Angela entran en una aproximación sexual, que se desbarata cuando ella le revela que, de hecho, es su primera vez. Lester no puede tomar su virginidad y, paternalmente,  en vez de ello le hace un sándwich en la cocina. Por primera vez en un tiempo, Lester se da cuenta de que es realmente feliz. Cuando Angela se va al baño, Lester contempla una foto de su familia sonriente, inconsciente de que una pistola se apoya en su nuca, por la espalda. Se oye un disparo y la cámara, que enfoca la pared, muestra cómo se imprime en ella una súbita mancha de sangre.
La película termina con una descripción de la vida de Lester en imágenes delante de sus ojos, entremezclados con escenas de su familia y otros hasta el momento del disparo; las reacciones de Ricky, Angela y Jane al disparo (Ricky observa que Lester murió feliz), Carolyn llorando justo al entrar a casa arrepentida por haber deseado la muerte de su esposo y el coronel Fitts volviendo a la suya con la ropa completamente ensangrentada y un arma en la mano. Mirando hacia atrás estos eventos desde el punto de vista del narrador, Lester está contento:

«Supongo que podría estar bastante enfadado por lo que me pasó, pero cuesta seguir enfadado cuando hay tanta belleza en el mundo. A veces siento como si la contemplase toda a la vez y me abruma. Mi corazón se hincha como un globo que está a punto de estallar... pero recuerdo que debo relajarme y no aferrarme demasiado a ella, y entonces fluye a través de mí como la lluvia y no siento otra cosa que gratitud por cada instante de mi estúpida e insignificante vida... Seguramente no tienen ni idea de lo que les estoy hablando, pero no se preocupen... algún día la tendrán.»

## Reparto
- Kevin Spacey como Lester Burnham.
- Thora Birch como Jane Burnham.
- Wes Bentley como Ricky Fitts.
- Mena Suvari como Angela Hayes.
- Chris Cooper como el coronel Frank Fitts.
- Annette Bening como Carolyn Burnham.
- Peter Gallagher como Buddy Kane.
- Allison Janney como Barbara Fitts.
- Scott Bakula como Jim Ohlmeyer.
- Sam Robards como Jim Berkley.

## Banda sonora
La música de American Beauty fue compuesta por Thomas Newman. La banda sonora incluye canciones de Newman, Bobby Darin, The Who («The Seeker»), Free, Eels, The Guess Who, Bill Withers, Betty Carter, Peggy Lee, The Folk Implosion, Gómez y Bob Dylan, así como dos versiones: «Because», de los Beatles, interpretada por Elliott Smith, y «Don't Let It Bring You Down», de Neil Young, interpretada por Annie Lennox. El 5 de octubre de 1999 se publicó un álbum abreviado de la banda sonora, que fue nominado al Grammy al mejor álbum de banda sonora. El 11 de enero de 2000 se publicó un álbum con 19 temas de la partitura de Newman, que ganó el premio Grammy al mejor álbum de banda sonora. En 2006, Filmmaker eligió la partitura como una de las veinte bandas sonoras esenciales que, en su opinión, hablaban de las «complejas e innovadoras relaciones entre la música y la narración cinematográfica».

## Crítica
La reacción de la crítica a American Beauty fue abrumadoramente positiva, empezando ya tres meses antes del estreno de la película, cuando el redactor del New York Times Bernard Wainraub escribió una columna entusiasta sobre la película describiéndola como «lo más hablado sobre el cine del momento». La columna, que salió el fin de semana del 4 de julio, dio pocos detalles de la película, pero denotó que la misma estaba generando un "tremendo ruido" en el estudio de Dreamworks —los detalles de cómo y cuándo se estrenaría el filme estaban todavía debatiéndose—. También informaron que Steven Spielberg (cofundador de DreamWorks) dijo que la película era una de las mejores que había visto en años y que Bening le había hecho llorar en una de las primeras visiones de la película.
La película se estrenó el 8 de septiembre de 1999 en Los Ángeles (California) y las críticas anticipadas se reafirmaron uniformemente elogiando tanto el reparto como el guion, la fotografía y la dirección de la primera película de Mendes. Escribiendo para el San Francisco Chronicle, Edward Guthman dijo de ella que era «una historia deslumbrante de la soledad, el deseo y los vacíos de conformidad». Jay Carr para el Boston Globe dijo «un clásico del milenio», el New York Post dijo «una pieza maestra a todo gas». Entre los pocos críticos que expresaron opiniones negativas de la película estaban J. Hoberman del Village Voice y Wesley Morris del San Francisco Examiner, que fueron críticos con el guion y la dirección, pero no de sus actuaciones.
El 11 de septiembre, se presentó al Festival de Toronto donde ganó el premio del público. Ayudada por las tremendas críticas positivas, la película recaudó $861,531 en su primera semana en cartelera en Estados Unidos, a pesar de proyectarse solo en 16 salas. En octubre, la película se estrenó para un público mayoritario y rápidamente sobrepasó el presupuesto estimado de la película de $15 000 000. Finalmente, la película ganó $356 296 601 en todo el mundo.

## Premios
La película dominó los Premios Óscar de 1999, con un total de ocho candidaturas. También ganó otros 82 premios y fue candidata a otros 63 más. 

### Premios Óscar
| Categoría                     | Persona                           | Resultado  |
| ----------------------------- | --------------------------------- | ---------- |
| Oscar a la mejor película     | Oscar a la mejor película         | Ganadora   |
| Oscar al mejor director       | Sam Mendes                        | Ganador    |
| Oscar al mejor actor          | Kevin Spacey                      | Ganador    |
| Oscar a la mejor actriz       | Annette Bening                    | Candidata  |
| Oscar al mejor guion original | Alan Ball                         | Ganador    |
| Oscar a la mejor banda sonora | Thomas Newman                     | Candidato  |
| Oscar a la mejor fotografía   | Conrad L. Hall                    | Ganador    |
| Oscar al mejor montaje        | Tariq Anwar Christopher Greenbury | Candidatos |

### Premios BAFTA
| Categoría                              | Persona                                                       | Resultado  |
| -------------------------------------- | ------------------------------------------------------------- | ---------- |
| BAFTA a la mejor película              | BAFTA a la mejor película                                     | Ganadora   |
| BAFTA al mejor director                | Sam Mendes                                                    | Candidato  |
| BAFTA al mejor actor                   | Kevin Spacey                                                  | Ganador    |
| BAFTA a la mejor actriz                | Annette Bening                                                | Ganadora   |
| BAFTA al mejor actor de reparto        | Wes Bentley                                                   | Candidato  |
| BAFTA a la mejor actriz de reparto     | Thora Birch                                                   | Candidata  |
| BAFTA a la mejor actriz de reparto     | Mena Suvari                                                   | Candidata  |
| BAFTA al mejor guion original          | Alan Ball                                                     | Candidato  |
| BAFTA a la mejor música                | Thomas Newman                                                 | Ganador    |
| BAFTA a la mejor fotografía            | Conrad L. Hall                                                | Ganador    |
| BAFTA al mejor montaje                 | Tariq Anwar Christopher Greenbury                             | Ganadores  |
| BAFTA al mejor diseño de producción    | Naomi Shohan                                                  | Candidata  |
| BAFTA al mejor maquillaje y peluquería | Tania McComas Carol A. O'Connell                              | Candidatas |
| BAFTA al mejor sonido                  | Scott Martin Gershin Scott Millan Bob Beemer Richard Van Dyke | Candidatos |

### Premios Globo de Oro
| Categoría              | Persona                | Resultado |
| ---------------------- | ---------------------- | --------- |
| Mejor película - Drama | Mejor película - Drama | Ganadora  |
| Mejor director         | Sam Mendes             | Ganador   |
| Mejor actor - Drama    | Kevin Spacey           | Candidato |
| Mejor actriz - Drama   | Annette Bening         | Candidata |
| Mejor guion            | Alan Ball              | Ganador   |
| Mejor banda sonora     | Thomas Newman          | Candidato |

### Premios del Sindicato de Actores
| Categoría                 | Persona | Resultado |
| ------------------------- | --- | --------- |
| Mejor reparto             | Annette Bening Wes Bentley Thora Birch Chris Cooper Peter Gallagher Allison Janney Kevin Spacey Mena Suvari | Ganadores |
| Mejor actor protagonista  | Kevin Spacey                                                                                                | Ganador   |
| Mejor actriz protagonista | Annette Bening                                                                                              | Ganadora  |
| Mejor actor de reparto    | Chris Cooper                                                                                                | Candidato |

### Otros premios
- American Comedy Awards, EE. UU.: American Comedy Award para la actriz más divertida en una película (protagonista)
- Australian Film Institute: Premio a la mejor película extranjera
- BMI Film & TV Awards: BMI Film Music Award
- Bodil Awards: Bodil a la mejor película americana (Bedste amerikanske film)
- Bogey Awards, Germany: Bogey Award
- British Society of Cinematographers: Premio a la mejor fotografía

#### Candidaturas
- American Cinema Editors, EE. UU.: Eddie a la película con mejor montaje - Dramática.
- American Comedy Awards, EE. UU.: American Comedy Award para la película más divertida, actor más divertido (protagonista)
- Art Directors Guild: Premio de excelencia en producción artística
- Blockbuster Entertainment Awards: Blockbuster Entertainment Award a la actriz protagonista favorita - Drama, actor de reparto favorito - Drama, actriz de reparto favorita - Drama, actor protagonista favorito - Drama, actriz novel favorita - Newcomer
- Brit Awards: Brit a la mejor banda sonora
- Chicago Film Critics Association Awards: Premio CFCA al mejor montaje, guion original y mejor actriz
- Premios de la academia japonesa: Premio a la mejor película extranjera.